# Релігія в Ліхтенштейні
Релігія у Ліхтенштейні представлена різними християнськими деномінаціями, серед яких переважає католицизм, який сповідують близько 76,2% (2002) населення країни.
За даними 2002 року, 83,9% населення Ліхтенштейну є християнами. У загальній чисельності жителів князівства переважає католицизм — його сповідують 76% населення; 7% сповідують протестантське християнство; 4,2% — іслам; 0,8% — православ'я. 12% мешканців країни є або атеїстами, або прихильниками інших релігій.
Ліхтенштейн забезпечує захист прихильників усіх релігійних вірувань, та вважає «релігійні інтереси народу» одним з пріоритетів уряду. За рішенням уряду князівства, релігійні організації звільнено від сплати податків. За даними Аналітичного центру США, для Ліхтенштейну характерні відсутність проявів релігійної нетерпимості серед населення та ліберальна політика уряду щодо релігійних громад.

## Християнство

### Римо-католики
Римсько-католицька церква, згідно з Конституцією Ліхтенштейну, є офіційною державною релігією князівства. Конституція проголошує, що католицька церква є «державною церквою та користується повним захистом держави». 25362 з 32863 жителів (77,2%) сповідують католицизм. Вони належать до 12 парафій, територія яких охоплює 160 км2. У них служать 19 єпархіальних священиків та 12 священиків-ординаторів. Також в архиєпархії проживають 66 черниць.

### Протестанти
Євангельська церква має статус офіційно зареєстрованого релігійного об'єднання. Тим не менше, більшість його членів не є громадянами Ліхтенштейну (одна третина населення Ліхтенштейну — іноземці, близько 8% населення, або близько 2800 осіб, є протестантами). Парафіяльна церква євангельських християн Ліхтенштейну розташована у швейцарському кантоні Санкт-Галлен. Із 1964 року церква отримує щорічні фінансові субсидії.

## Іслам
У Ліхтенштейні існує невелика мусульманська громада, що складається переважно з іммігрантів з таких країн, як Боснія та Герцеговина, Сербія і Туреччина. Уряд країни надає підтримку мусульманській громаді. Так, з 2001 року було виділено місце проживання для одного імама, і тимчасове житло для імама під час рамадану; регулярно здійснюється видача віз імамам; надається фінансова підтримка.

## Буддизм
За даними Державного департаменту США за 2006 рік, у Ліхтенштейні проживають 72 людини, які сповідують буддизм, або 0,22% від загальної чисельності населення станом на 2002 рік. Це одна з найменших буддійських громад у світі. У столиці Ліхтенштейну Вадуці знаходиться єдиний буддійський центр у князівстві.

## Становище релігії у суспільстві
На початку червня 2011 року уряд Ліхтенштейну розпочав розробку законопроєкту про відділення церкви від держави, згідно з яким релігійні громади позбавляються державних дотацій. На підтримку нового закону висловився голова католицької громади Ліхтенштейну архієпископ Вадуца Вольфганг Хаас, а також правлячий монарх Ліхтенштейну — князь Ганс-Адам II і наслідний принц Алоїз.